# Danza delle api (film)
Danza delle api (Summer) è un corto animato della serie Sinfonie allegre, prodotto da Walt Disney e diretto da Ub Iwerks.

## Trama
In estate, dopo aver fatto incetta di frutta e verdura, dei bruchi entrano nei bozzoli, da cui usciranno splendide farfalle. Un insetto stecco cade nello stagno in cui dei gerridi pattinano a pelo d'acqua e due coccinelle fanno sci acquatico trainate da una libellula, prima di suonarle lo xilofono sull'addome. A due scarabei stercorari cade la palla (da cui usciranno i loro figli) che trasportano in un dirupo, mentre alcune mosche fanno rimbalzare un ragno sulla sua tela, prima che questo se le mangi.

## Colonna sonora
Nel corto sono presenti estratti di: l'intermezzo del balletto La Source di Léo Delibes e Ludwig Minkus (1866), The Darkies' Dream di George Lansing (1889) e Gavotta Stefania di Alphons Czibulka (1880).

## Distribuzione
Venne distribuito negli Stati Uniti il 16 gennaio 1930 e in Italia nel gennaio 1931 dalla Columbia Pictures.